# 谢雷尼村
谢雷尼村（匈牙利語：Serényfalva）是匈牙利包尔绍德-奥包乌伊-曾普伦州所辖的一个村。总面积19.64平方公里，总人口978，人口密度49.8人/平方公里（2011年1月1日）。